# باشگاه فوتبال کینگ دولوکس
باشگاه فوتبال کینگ دولوکس (انگلیسی: King Delux FC) یک باشگاه فوتبال در شهر آبوویان و در کشور ارمنستان می‌باشد که در لیگ برتر فوتبال ارمنستان بازی می‌کرد. زمین خانگی این باشگاه ورزشگاه شهر آبوویان بود.

## تاریخچه
این باشگاه در ۲۰۱۲ میلادی توسط شرکت ترابری «King Deluxe» به مالکیت آرتور هاروتیونیان تأسیس شد و در همان سال در فصل ۱۳–۲۰۱۲ لیگ دسته اول فوتبال ارمنستان شرکت نمود با این حال، باشگاه در همان فصل  و تنها پس از انجام ۱۰ بازی در لیگ، منحل شد و در حال حاضر در سطح فوتبال حرفه‌ای فعالیتی ندارد.

## آمار لیگ
| ارمنستان (۲۰۱۲–۲۰۱۳) |              |     |      |     |       |      |        |          |     |        |      |
| فصل                  | دسته         | سطح | بازی | برد | تساوی | باخت | گل زده | گل خورده | +/- | امتیاز | مکان |
| ۲۰۱۲/۱۳              | لیگ دسته اول | ۲   | ۳۶   | ۱۰  | ۳     | ۲۳   | ۴۴     | ۷۹       | −۳۵ | ۳۳     | 9.   |